# املوان (النيف)
املوان هي إحدى مشيخات المملكة المغربية، تتبع جغرافيا لإقليم تنغير وإداريًا لالنيف. يقدر عدد سكانها بـ 8010 نسمة حسب الإحصاء الرسمي للسكان والسكنى لسنة 2004.